# Harold D. Cooley
Harold Dunbar Wilson (né le 26 juillet 1897 à Nashville en Caroline du Nord et mort le 15 janvier 1974 à Wilson en Caroline du Nord) est un homme politique américain. Il est représentant des États-Unis pour le 4e district de la Caroline du Nord entre 1934 et 1966. Il est l'un des représentants sudistes a n'avoir pas signé le Southern Manifesto.

### Articles annexes
- Liste des représentants des États-Unis pour la Caroline du Nord